# Evaristo Pérez Arreola
Evaristo Pérez Arreola (n. congregación de San Carlos (Coahuila); 2 de enero de 1940 - f. 21 de enero de 2002) fue un político y sindicalista mexicano.
Estudió derecho en la Universidad Nacional Autónoma de México. Pérez Arreola participó en la fundación y creación del Sindicato de Trabajadores y empleados de la Universidad Nacional Autónoma de México, mismo que después se convierte en el STUNAM al incluirse entre sus agremiados a personal académico, dirigió a este instituto gremial como secretario general de 1972 a 1988; bajo su liderazgo el sindicalismo universitario creció y fue aceptada su inclusión en el apartado A del artículo 123 constitucional. Fue diputado federal en la LI Legislatura del Congreso de la Unión de México por el Partido Comunista Mexicano junto a Arnoldo Martínez Verdugo; Gilberto Rincón Gallardo; Gerardo Unzueta Lorenzana; Manuel Stephens García; Manuel Arturo Salcido Beltrán; Pablo Gómez Álvarez; Valentín Campa Salazar; Fernando Peraza Medina y Juventino Sánchez Jiménez.
Posteriormente, no militó en el Partido Socialista Unificado de México, ya que prefirió emprender una nueva estrategia política, y darle fuerza al federalismo con la creación de partidos estatales, y fue diputado local de 1989 a 1992, en Coahuila por el Partido Auténtico de la Revolución Mexicana en coalición con Unidad Democrática de Coahuila, organización política local que después obtuvo su registro como partido político estatal, fincado en la tesis de la concertación democrática, una nueva forma de gobernar, pide permiso a la legislatura para contender y gana la Presidencia Municipal de Acuña 1991-1993, rompiendo la hegemonía dictatorial del PRI; esto, después de dos intentos fallidos. Fue asesor de Carlos Salinas de Gortari, a quien expuso sus tesis de la concertación, y, con tal de poner fin a más de 70 años de presidentes emanados del PRI, apoyó la campaña presidencial de Vicente Fox para romper el continuismo.
Se funda el plantel local del Colegio Nacional de Educación Profesional Técnica (Conalep) en Ciudad Acuña, Coahuila, el 6 de julio de 1982, gracias a las gestiones realizadas por Evaristo Pérez Arreola.
Asume la Presidencia Municipal el licenciado Evaristo Pérez Arreola, por el Partido Auténtico de la Revolución Mexicana, después de contender contra Marcial Villarreal Múzquiz por el PRI, y el doctor Juan Antonio Ortiz por el Partido Acción Nacional (PAN). 
Pierde el PRI por primera vez una elección municipal en Ciudad Acuña, Coahuila.